# 孫元一 (軍人)
孫 元一（ソン・ウォニル、손원일）は、大韓民国の軍人、外交官、政治家。韓国海軍の父と呼ばれる。初代海軍参謀総長を務めた。後に潜水艦・孫元一の艦名となった。別名は孫元逸（손원일）。

## 人物
1909年5月、平安南道で牧師の孫貞道の長男として生まれる。三・一運動後、両親と共に吉林省に移住した。
1925年4月30日、吉林省幼少年会吉林幼者会に加入。独立のための宣伝運動に注力し、朝鮮人青少年を対象にした集会活動を展開した。
1927年、上海国立中央大学航海科（上海海洋大学）に入学。1930年6月30日、上海国立中央大学航海科第3期卒業。航海士の免許を取得して上海招商局に勤務した。当時、中国政府は海軍部海軍補官を募集しており、孫元一は試験を受けて7月16日に合格した。続けて7月21日に中国海軍部派遣留学生試験に合格してドイツの練習船に乗船。1931年から1932年まで二等航海士としてラムセス号に勤務。ハンブルクのアメリカ汽船会社に勤務した。1933年から上海海岸警備船及び商船に勤務。地中海・大西洋・インド洋・太平洋を回り、英語・ドイツ語・日本語・中国語の五か国語を習得した。
1934年11月25日、平安南道日本警察と平壌部日本警察に逮捕される。2か月の服役後、出監して中国に渡った。金九を助けることにし、東和洋行の天津支店長及び上海支社長として活動しながら臨時政府に資金援助した。
1945年8月16日、奉天から列車に乗り、ソウル駅に到着。8月21日にはソウル街で海軍創設のための人員を募集する張り紙を貼っていたが、そこで同じような内容の張り紙を貼っていた鄭兢謨と出会った。同じ日に合流した韓甲洙の3人で意気投合して海事隊を結成した。海事隊を朝鮮海事報国団と統合して朝鮮海事協会に改称。同年11月11日にソウル寬勳洞で海防兵団を創設した。創立をこの日にした理由については、孫元一は「海軍は紳士であるべき」を信条にしており、「十一」を縦に書くと「士」になることに着目して、士が2つ続くことから、11月11日となった。
1946年1月には海軍兵学校を設立して校長となる。同年6月、海防兵団が朝鮮沿岸警備隊に改編されると総司令官に就任した。
1948年に韓国海軍が発足すると初代参謀総長となった。麗水・順天事件鎮圧の教訓から海兵隊の必要性を感じ、1949年4月に韓国海兵隊を創設。1949年に募金活動で12万ドルを集め、アメリカから哨戒艇4隻を購入。同年10月、艦艇購入のためアメリカに渡ったが、朝鮮戦争の勃発により、1950年7月16日に帰国。7月初め、申性模国防部長官の命令を受けて、浦項警備部司令官に慶州、浦項、盈徳一帯で予備検束した住民200人を処刑するよう命じた。朝鮮戦争では多くの海上作戦の成功に寄与した。仁川上陸作戦では韓国海兵連隊の作戦を監督するため海兵と一緒に上陸。のちにマッカーサーからシルバースターを授与された。9月18日、第1海兵師団の布告により、仁川の臨時市長となった。
李承晩は海軍を重要視しており、本来なら「陸海空」と呼ぶところを「海陸空」と呼び、最初に孫元一を大将に昇進させようとしたが、「船が一隻も無いのに大将となったら、全世界の海軍が笑うでしょう。将来、海軍が軍艦を持つことになれば大将階級を受けます」と断った。
1953年6月、申翼煕国会議長や白斗鎮財務部長官と共にエリザベス女王戴冠式に出席するため出国。プリマスで急遽帰国命令を受けて戻ると李承晩から国防部長官を引き受けるように言われた。当時は李承晩の捕虜釈放で世界が騒然としていたため、それを鎮める目的で国防部長官となったが、結果的に3年も在籍し、戦争の後始末を引き受けた。
国防部長官になって最初の課題は休戦協定であった。李承晩は反対していたが、孫元一は、休戦反対は韓国の意志だけでは達成できない状況にあると説明し、代表ではなくオブザーバーのみ送ることを提案した。
1954年5月、ジュネーヴ会談が開かれることになったが、李承晩は「共産党とは言葉が通じないのに、何のために時間と金を無駄にするのか」と反対であった。これに対してアメリカは、北朝鮮でも代表を送るのに韓国が参加しないのであれば、韓国の国際的な立場が悪くなると圧力をかけた。孫元一は李承晩を説得しようとしたが、中々動かなかった。そこで、代表団を派遣する代わりに、アメリカに韓国軍の装備強化を要求するという選択肢を提案した。
1955年初め、李承晩にアーリントン国立墓地のような無名勇士のための国軍墓地を建てることを提案した。それまでは年に1度ソウル運動場のようなところで戦没将兵の慰霊祭を行っていた。李承晩は良い案として受け入れたが、遺族代表達に金を与えると各道に墓地や記念碑を建てるとして遺族の説得が問題となった。孫元一は遺族代表らに数年前に見たアーリントン墓地を説明し、「毎年行事で大統領以下政府代表が献花するのだから、道ごとに墓地を作れば行事はどうするのか」と説得した。やがて李承晩は6月6日を顕忠日して祝日にすることを決めた。
1955年、韓米首脳会談で合意した軍事援助の内容を協議するため渡米。議会で援助法案を審議している最中であり、削減されるという噂があったため、ウィルソン国防長官に合意された援助金額を必ず実現させることを何度も要請し、ウィルソンも最善を尽くすと約束した。アメリカが約束した7億ドルの援助に関して釘を刺す必要を感じた孫元一は帰国してすぐ飛行場で「軍事援助削減は無い」と記者達に宣言した。しかし帰国後しばらくして6千万ドルが議会で削減されたとの通告が来た。
アメリカに行った甲斐がなく、記者に対する公約も破ったので、国務会の席上で李承晩に辞表を出したが、これに李承晩は驚き「援助の削減は米議会がやることなのに、孫長官は何の責任を負うのか」と引き留めた。「いくら弱小国とはいえ、約束を破られて与えるままに受け取るわけにはいかないでしょう。外国に対して私達の決心を示す意味でも辞表を受け取ってください」と理由を説明したところ、「それなら辞表は保管しますが、各長官もこの精神を見習うように」と答えた。
その翌日、レムニッツァー司令官が辞表の話は本当かと尋ね、これに対して事実だと答え「合意してわずか1年も経たずに約束を破るとはどういうことだ」と抗議した。孫元一の頑強な態度を見たレムニッツァーは「1週間だけ待ってほしい」と言い、5日後に本国政府が削減部分を復活させることにしたと伝えた。
1965年7月14日、金弘壹、金在春、朴炳権、朴圓彬、白善鎮、宋堯讃、張徳昌、李澔、曹興万、崔慶禄ら予備役将軍と共に日韓基本条約の反対声明を発表。デモによって学生と軍が衝突する中、翌8月27日には「国軍将兵に送る呼訴文」を発表。国軍将兵が神聖な国土防衛の使命よりも執権者によって国民や国家の利益に反する目的で動員される悲しき事態に至ったとし、執権者たちを反民族行為者であり、民主主義に逆らう反国家行為者だと糾弾した。また国軍将兵には、どんな状況でも愛国国民に銃を向けてはならないと訴えた。8月29日、金弘壹、金在春、朴炳権、朴圓彬の4名が朴正熙大統領に対する名誉毀損容疑で逮捕され、孫元一も崔慶禄、白善鎭、曺興萬と共に同容疑で取り調べを受けた。
2012年9月、大韓民国国家報勲処が「9月の6・25戦争英雄」に選定。
2013年11月、戦争記念館が「11月の護国人物」に選定。
2017年4月19日、妻の洪恩恵が死去。21日に告別式が行われ、遺体は孫元一の墓の傍に埋葬された。

## 親族
独立運動家で牧師の孫貞道は父。尹致昊の弟の尹致昌は姉妹の夫。息子の孫明源は双龍自動車の元社長で、元外務部長官の金東祚の次女と結婚した。元ヘラルドメディア会長の洪政旭は孫娘婿。

## 経歴
- 1914年初 ソウル東大門教会に移住
- 1915年4月 ソウル貞洞教会に移住
- 1917年 ソウル永信小学校入学
- 1918年末 平壌に移住
- 1919年初 平壌光成小学校2学年編入
- 1919年3月1日 平壌で三・一運動に参加
- 1921年秋 満州吉林に移住
- 1922年3月 吉林毓文中学校入学
- 1923年 吉林文光中学校2学年編入
- 1925年 吉林文光中学校卒業

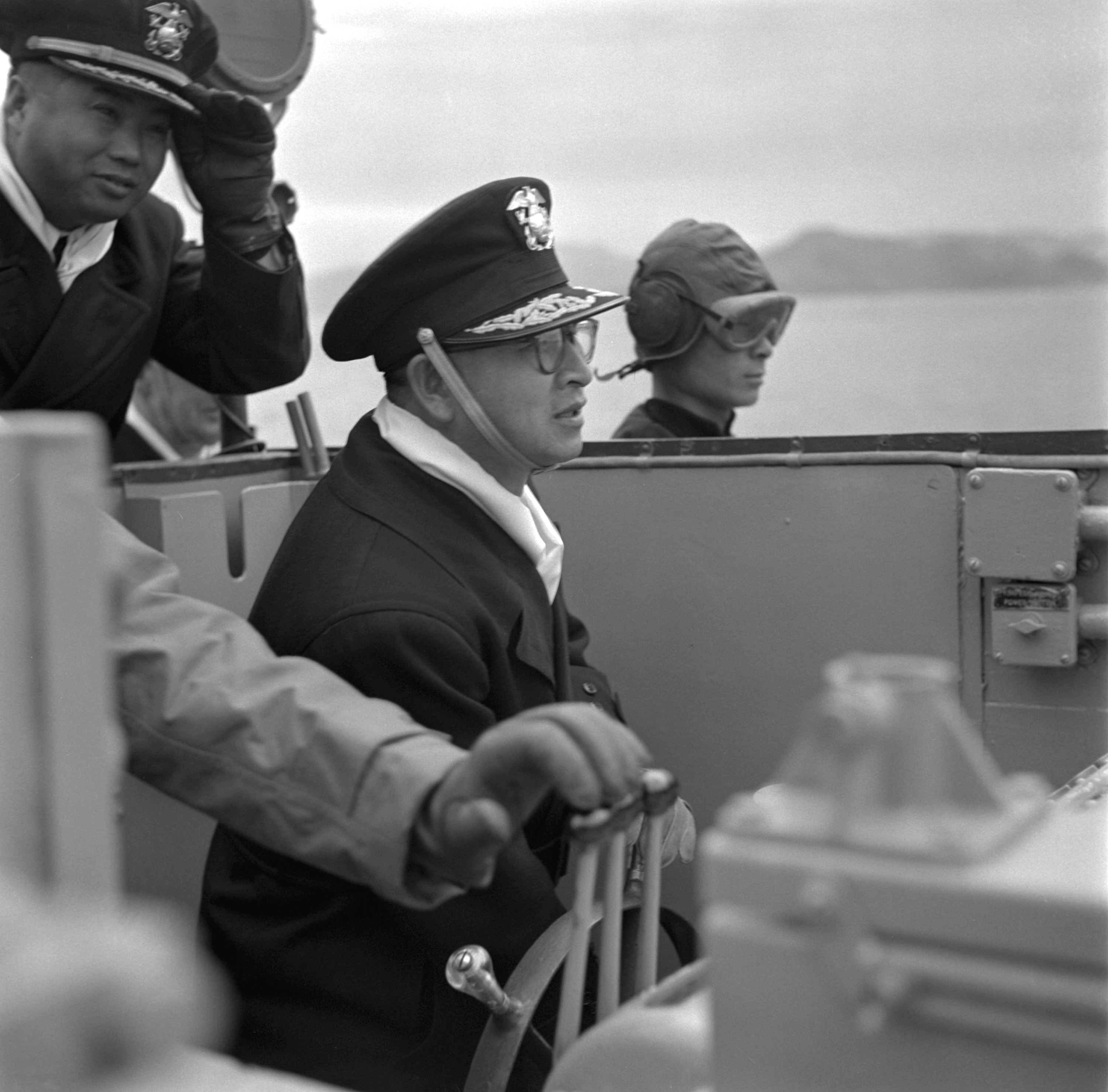
戦中の孫元一（1952年1月24日）

- 1926年 吉林の韓国人公民学校（幼稚園）で6か月間教師生活、期間中に吉林幼者会と旅吉学友会に加入して独立運動
- 1927年 中国国立中央大学航海学科（第3期）入学
- 1930年 中国の3千トン級客船で1年間の海上実習、三等航海士資格証取得、中央大学卒業
- 1930年末 ドイツのアメリカラインのハーヴェンシュタイン号乗船、二等航海士免許証取得
- 1931年 ドイツ旅客船ラムセス号乗船
- 1933年 中国の沿岸旅客貨物船副船長兼航海士として勤務
- 1934年夏 休暇を出してソウルにいる姉を訪問するため帰国
- 1934年12月 臨時政府の秘密任務を受けて国内潜入した容疑で日本警察に連行され、ソウル鍾路警察署と平壌江西警察署で3か月間拷問を受ける
- 1935年 船長免許取得
- 1936年 尹致昌と共に1941年まで南桂洋行を運営
- 1937年2月6日 梨花女子専門学校音楽科2学年の洪恩恵と婚約
- 1939年 早稲田大学政経学部の通信校外生に登録して1940年まで修学
- 1939年3月11日 ソウル監理教神学大学講堂で洪恩恵と結婚
- 1940年春 東和洋行天津支店長
- 1940年末 東和洋行上海支社長
- 1942年 上海の聖約翰大学政経学部3学年に特別生として入学し、1943年まで修学
- 1945年8月15日 帰国中に奉天で解放を迎える
- 1945年8月16日 帰国
- 1945年8月21日 ソウル安国洞安東禮拜堂で海事隊結成
- 1945年8月23日 ソウル安国洞安東禮拜堂に海事隊本部設置
- 1945年8月28日 海事隊本部をソウル鍾路区寬勳洞旧忠勲府に移動
- 1945年9月1日 海事隊を建国準備委員会に加入させ海事課設置
- 1945年9月30日 海事隊を建国準備委員会から脱退させ朝鮮海事報国団と統合して朝鮮海事協会を組織
- 1945年11月11日 軍政庁運輸部隷下に海防兵団創設、海防兵団長
- 1945年11月14日 旧日本海軍港務部の建物で海防兵団始務式挙行
- 1946年1月14日 海防兵団が国防司令部に編入
- 1946年1月15日 海防兵団総司令官
- 1946年1月17日 海軍兵学校（現海軍士官学校）創設、初代校長（～1946年3月15日）
- 1946年2月1日 参領任官、軍番80001番
- 1946年6月15日 南朝鮮海岸警備隊総司令官
- 1946年10月1日 副領進級
- 1947年1月1日 大領進級
- 1948年1月 大韓民国一等武功勲章（1号）授与
- 1948年9月5日 海軍総司令官
- 1948年12月10日 准将進級
- 1948年12月15日 初代海軍参謀総長
- 1949年2月4日 少将進級
- 1949年10月1日 戦闘艦PC-701艦購入のため渡米
- 1950年7月16日 アメリカで購入した戦闘艦PC-702、703、704艦と共に帰国
- 1950年8月16日 第1艦隊司令官兼任（～1953年5月24日）
- 1950年9月15日 仁川上陸作戦参加
- 1950年9月28日 ソウル修復作戦参加、韓国軍最高指揮官として布告文発表
- 1951年 アメリカ海軍参謀総長の要請でアメリカの海軍省と海軍基地を視察
- 1952年1月12日 海軍中将[29]
- 1952年3月1日 第1艦隊司令官[30]
- 1953年1月5日 韓日首脳会談随行員として日本訪問
- 1953年5月22日 エリザベス女王2世戴冠式参席のため渡英
- 1953年6月21日 李承晩大統領の帰国命令により帰国
- 1953年6月28日 予備役編入
- 1953年6月30日 第5代国防部長官
- 1954年7月25日 韓米首脳会談韓国側軍事代表として渡米（1954年10月上旬帰国）
- 1955年5月28日 軍事援助交渉のため渡米
- 1955年9月初 軍事援助交渉のため渡米（9月下旬帰国）
- 1956年5月26日 国防部長官辞任
- 1956年9月 世界一周旅行（1957年3月帰国）
- 1957年6月27日 初代駐西ドイツ公使
- 1957年8月1日 初代駐西ドイツ大使
- 1958年 国際原子力機関定期総会韓国代表
- 1960年4月 第2次国連海洋法会韓国首席代表
- 1960年9月 アメリカ旅行のため渡米
- 1961年 フレズノ・パシフィック大学で政治・経済分野研究
- 1962年10月 帰国
- 1963年7月 在野政党統合推進委員会委員新党（国民の党）発揮準備委員
- 1963年8月 国民の党企画委員会委員
- 1963年11月 第6代国会議員（国民の党）落選
- 1964年11月 民主党脱党
- 1966年 韓国在郷軍人会諮問委員長
- 1966年8月 戦線視察とベトナム派遣軍の慰問のためベトナム訪問
- 1966年11月3日 第12次アジア反共連盟韓国代表
- 1967年 民主共和党入党、反共連盟理事、韓国在郷軍人会顧問
- 1968年2月 郷土防衛諮問委員会委員
- 1970年12月 大韓潤滑油会社社長[31]
- 1971年1月 反共連盟理事
- 1971年8月 世界反共連盟総会出席、星友会顧問、国土統一顧問
- 1972年2月24日 初代韓国弘報協会会長[32]
- 1972年2月29日 第7代反共連盟理事長[33]
- 1972年4月 世界勝共大会出席
- 1972年8月20日 第6次世界反共連盟総会韓国首席代表、第18次アジア反共連盟ソウル総会議長
- 1973年 第8代韓国反共連盟理事長
- 1973年8月23日 中華学術院名誉哲学博士
- 1974年2月 韓国弘報協会会長再任、反共連盟顧問
- 1974年3月 韓国反共連盟理事長辞任
- 1976年 国際文化協会常任顧問
- 1976年4月30日 第9次世界反共連盟総会韓国首席代表
- 1980年2月15日 死去
- 1980年2月19日 海軍葬、ソウル銅雀洞国立墓地安葬

## 栄典
- 太極武功勲章 1951年10月31日[34]
- 金星太極武功勲章 1953年4月5日
- 金星乙支武功勲章 1951年
- 金星忠武武功勲章 1951年
- 忠武武功勲章 1953年
- 共匪討伐記章
- 朝鮮戦争従軍記章（英語版）
- シルバースター 1950年11月25日[35][36]
- レジオン・オブ・メリット - 1951年8月16日[37]
- デンマーク赤十字勲章 1952年
- 国連従軍記章（英語版） 1953年

## 参考
- 佐々木春隆『朝鮮戦争/韓国篇 下巻 漢江線から休戦まで』原書房、1977年。
- 世界政経調査会 編『韓国・北朝鮮人名辞典 1979年版 上巻』世界政経調査会、1980年。
- Edwin H. Simmons (2000). Over the Seawall: U.S. Marines at Inchon. Marine Corps Historical Center
- “孫元一提督 海軍創設、発展に寄与” (韓国語).   国防日報. 2014年9月16日閲覧。
- “<93>韓国海軍の父 孫元一提督” (韓国語).   国防日報. 2014年9月16日閲覧。
- “The Father of the ROK Navy : The Late Admiral Sohn Won-Yil” (英語).   韓国海軍公式サイト. 2014年9月16日閲覧。
- “韓国近現代人物資料（孫元一）” (韓国語).  国史編纂委員会. 2015年12月31日閲覧。
- 박동찬 (2014) (PDF). 통계로 본 6·25전쟁. 국방부 군사편찬연구소. ISBN 979-11-5598-010-1
- 임성채, 백진태 (2015). 손원일 제독 어록. 해군역사기록관리단
- 강성현 (2014). “한국전쟁기 예비검속의 법적 구조와 운용 및 결과”. 사회와역사 (한국사회사학회) 103:  7-53.
- 노기욱,정현창 (2015). “중국에서 손원일의 독립운동”. 지방사와 지방문화 (역사문화학회) 18:  191-212.

| 公職        | 公職                                                 | 公職        |
| ----------- | ---------------------------------------------------- | ----------- |
| 先代 申泰英 | 大韓民国国防部長官 第5代：1953.6.30 - 1956.5.26      | 次代 金用雨 |
| 外交職      |                                                      |             |
| 先代 -      | 在西ドイツ大韓民国大使 初代：1958 - 1960             | 次代 全奎弘 |
| 軍職        |                                                      |             |
| 先代 -      | 大韓民国海軍兵学校校長 初代：1946.1.17 - 1946.3.15   | 次代 金一秉 |
| 先代 -      | 大韓民国海軍参謀総長 初代：1948.9.5 - 1953.6.30      | 次代 朴沃圭 |
| 先代 -      | 大韓民国海軍第1艦隊司令官 初代：1952.3.1 - 1953.5.24 | 次代 朴沃圭 |